# 規制改革会議
規制改革会議（きせいかいかくかいぎ）は、内閣府設置法に基づく内閣府本府組織令38条にて設置され、同令39条により、「経済に関する基本的かつ重要な政策に関する施策を推進する観点から、内閣総理大臣の諮問に応じ、経済社会の構造改革を進める上で必要な規制の在り方の改革（国及び地方公共団体の事務及び事業を民間に開放することによる規制の在り方の改革を含む）に関する基本的事項を総合的に調査審議すること」をつかさどる機関（審議会）である。
2010年3月末での任期満了に伴い、行政刷新会議の下に設置された規制・制度改革に関する分科会を受け皿とする形で、規制改革推進本部及び規制改革会議は廃止されたが、2013年1月18日、第2次安倍内閣は当会議の復活を閣議決定し、同月23日に内閣府内に設置された（議長：岡素之）。2016年9月、地方創生を進めていくために規制改革の事務は規制改革推進会議へ移行された。

## 概要
1996年に政府の行政改革推進本部に『規制緩和委員会』が設置され、委員長をオリックス会長の宮内義彦が務めた。設置の背景には、日米構造協議のあとを受けて持たれた日米包括経済協議と、アメリカ側からの「年次改革要望書」などの存在がある。『規制緩和委員会』は、その後『規制改革委員会』、『総合規制改革会議』、『規制改革・民間開放推進会議』など改名、改組を繰り返すが、宮内は1995年以来、同種の規制改革会議の議長を10年以上連続して務めた。
2002年には、小泉内閣での「総合規制改革会議」で、製造業における労働者派遣事業の解禁を含む派遣労働の拡大を内閣に答申した。しかし、小泉の政治手法を「劇場型」「ワンフレーズ」と批判していたマスコミも、総合規制改革会議に対しては批判の矛先をあまり向けず、むしろ朝日新聞・テレビ朝日系や毎日新聞・TBS系などは、政官の岩盤規制に風穴をあけ、閉塞した社会状況を打破する機関の有識者として、有識者自身や経営している企業をクローズアップするなどの好意的な報道に終始した。
会議では、郵政民営化なども審議されていたが、後に答申は経済財政諮問会議に一元化されることとなり、規制改革会議の意向は議長の宮内がまとめて経済財政諮問会議に伝えていくことになった。
郵政民営化を審議する間、内閣府設置法に基づく規則で定められた議事録が3年間にわたって作成されていないことがのちになって判明した。そのため、会議で誰がどのような提案をし、反対をしたかが分からず、全体を要約した「議事概要」としての資料しか残っていない。内閣府設置法の総合規制改革会議令に基づく同会議運営規則は「議長は議事録を作成し、一定の期間を経過した後に公表する」と定めている。
議長の宮内はこの件に関して一切の説明も責任もとらないまま、同会議は2004年3月末で廃止された。しかし、「規制改革・民間開放推進会議」として再設置され宮内が引き続き議長を務めた。
2007年1月に小泉内閣の任期満了後に「規制改革・民間開放推進会議」が終了したことを受け、同様の趣旨で首相の安倍晋三が「規制改革会議」を再度設置した。「民間有識者」15名によって構成された。議長に就任した草刈隆郎は、10年以上にわたって同種の委員会を率いてきた宮内の路線を踏襲することを各種メディアに表明した。
2007年9月には、自民党総裁選に立候補した福田康夫元官房長官は、行き過ぎた経済合理主義を見直すとの発言を行った。

### 年譜
| 設置期間と名称                                              | 議長・委員長                   | 内閣                                                   |
| ----------------------------------------------------------- | ------------------------------ | ------------------------------------------------------ |
| 2013年1月23日-2016年7月31日 規制改革会議                    | 議 長 岡素之                   | 第2次安倍内閣                                          |
| 2007年1月-2010年3月31日 規制改革会議                        | 議 長 草刈隆郎                 | 第1次安倍内閣、福田康夫内閣、麻生内閣、 鳩山由紀夫内閣 |
| 2004年4月1日-2007年1月 規制改革・民間開放推進会議           | 議 長 草刈隆郎 (-2006)宮内義彦 | 第2次小泉内閣、第3次小泉内閣                           |
| 2001年4月1日-2004年3月31日 総合規制改革会議                 | 議 長 宮内義彦                 | 森内閣・第1次小泉内閣                                  |
| 1999年4月6日-2001年3月31日 行政改革推進本部・規制改革委員会 | 委員長 宮内義彦                | 小渕内閣・森内閣                                       |
| 1998年1月26日-1999年4月6日 行政改革推進本部・規制緩和委員会 | 委員長 宮内義彦                | 橋本内閣                                               |
| 1996年 規制緩和小委員会                                     | 座 長 宮内義彦                 | 橋本内閣                                               |
| 1995年 行政改革委員会規制緩和小委員会                       | 参 与 宮内義彦                 | 村山内閣                                               |

## 規制改革会議（2013年1月23日-2016年7月31日）

### 委員
| 役職     | 名前         | 職業                                                                           |
| -------- | ------------ | ------------------------------------------------------------------------------ |
| 議長     | 岡素之       | 住友商事相談役                                                                 |
| 議長代理 | 大田弘子     | 政策研究大学院大学教授、元経済財政政策担当大臣                                 |
|          | 安念潤司     | 渡部晃法律事務所弁護士                                                         |
|          | 浦野光人     | 株式会社ニチレイ代表取締役会長                                                 |
|          | 大崎貞和     | 株式会社野村総合研究所主席研究員                                               |
|          | 翁百合       | 株式会社日本総合研究所理事                                                     |
|          | 金丸恭文     | フューチャーアーキテクト株式会社代表取締役会長兼社長、総合研究開発機構代表理事 |
|          | 佐久間総一郎 | 新日鐵住金株式会社常務取締役                                                   |
|          | 佐々木かをり | 株式会社イー・ウーマン代表取締役社長                                           |
|          | 滝久雄       | 株式会社ぐるなび代表取締役会長                                                 |
|          | 鶴光太郎     | 慶応義塾大学大学院商学研究科教授                                               |
|          | 長谷川幸洋   | 東京新聞・中日新聞論説副主幹                                                   |
|          | 林いづみ     | 永代総合法律事務所弁護士                                                       |
|          | 松村敏弘     | 東京大学社会科学研究所教授                                                     |
|          | 森下竜一     | アンジェスMG株式会社取締役                                                     |

### ワーキング・グループ
- 健康・医療ワーキング・グループ

座　　　長　翁百合
座長代理　林いづみ
- 雇用ワーキング・グループ

座　　　長　鶴 光太郎
座長代理　佐々木かをり
- 農業ワーキング・グループ

座　　　長　金丸恭文
座長代理　浦野光人
- 投資促進等ワーキング・グループ

座　　　長　大崎貞和
座長代理　松村敏弘
- 地域活性化ワーキング・グループ

座　　　長　安念潤司
座長代理　滝久雄

### 提言
2014年5月28日、混合診療を拡大する案をまとめた。保険診療と保険外の自由診療を併用する「選択療養制度」（仮称）の創設する。この制度は、患者の同意があれば混合診療が実施できることを柱としている。6月の答申までに取りまとめる。議長の岡素之は、「医療に関する患者の選択肢を増やし、経済的負担も軽減される」と混合診療拡大の意義を、強調している。

## 規制改革会議（2007年1月-2010年3月31日）

### 委員
| 役職     | 名前     | 職業                                                       |
| -------- | -------- | ---------------------------------------------------------- |
| 議長     | 草刈隆郎 | 日本郵船代表取締役会長                                     |
| 議長代理 | 八田達夫 | 政策研究大学院大学学長                                     |
|          | 有富慶二 | ヤマトホールディングス取締役会長                           |
|          | 安念潤司 | 成蹊大学法科大学院教授                                     |
|          | 翁百合   | 株式会社日本総合研究所理事                                 |
|          | 小田原榮 | 東京都八王子市教育委員長                                   |
|          | 川上康男 | 株式会社長府製作所取締役社長                               |
|          | 木場弘子 | キャスター・千葉大学特命教授                               |
|          | 白石真澄 | 関西大学政策創造学部教授                                   |
|          | 中条潮   | 慶應義塾大学商学部教授                                     |
|          | 福井秀夫 | 政策研究大学院大学教授                                     |
|          | 本田桂子 | マッキンゼー・アンド・カンパニー日本法人プリンシパル       |
|          | 松井道夫 | 松井証券代表取締役社長                                     |
|          | 松本洋   | アドベントインターナショナル日本代表兼マネジングパートナー |
|          | 米田雅子 | 慶應義塾大学理工学部教授・NPO法人建築技術支援協会常務理事  |

### 専門委員
- 医療タスクフォース 
  - 阿曽沼元博 - 国際医療福祉大学国際医療福祉総合研究所教授
  - 長谷川友紀 - 東邦大学医学部教授
- 福祉・保育・介護タスクフォース 
  - 鈴木亘 - 東京学芸大学教育学部准教授
- 教育・研究タスクフォース
  - 浅見泰司 - 東京大学空間情報科学研究センター教授
  - 戸田忠雄 - 教育アナリスト
- 住宅・土地タスクフォース 
  - 浅見泰司 - 東京大学空間情報科学研究センター教授
- 農林水産業タスクフォース 
  - 大泉一貫 - 宮城大学大学院事業構想学研究科研究科長
  - 昆吉則 - 株式会社農業技術通信社代表取締役・「農業経営者」編集長
  - 本間正義 - 東京大学大学院農学生命科学研究科教授
  - 盛田清秀 - 日本大学生物資源科学部教授
- 貿易タスクフォース 
  - 深川由起子 - 早稲田大学政治経済学術院教授
- 金融タスクフォース 
  - 森下哲朗 - 上智大学法科大学院教授
- 労働タスクフォース 
  - 安藤至大 - 日本大学大学院総合科学研究科准教授
  - 和田一郎 - 牛嶋・寺前・和田法律事務所　弁護士
- 海外人材タスクフォース 
  - 井口泰 - 関西学院大学大学院経済学研究科・経済学部教授
- ネットワーク産業タスクフォース 
  - 田中誠 - 政策研究大学院大学准教授
  - 松村敏弘 - 東京大学社会科学研究所准教授
- 競争政策・基準認証・法務・資格タスクフォース 
  - 阿部泰隆 - 中央大学総合政策学部教授・弁護士
- 基本ルールタスクフォース 
  - 大橋豊彦 - 尚美学園大学総合政策学部教授
  - 山本隆司 - 東京大学大学院法学政治学研究科教授
- 官業改革タスクフォース 
  - 大橋豊彦 - 尚美学園大学総合政策学部教授

### 答申

#### 労働分野
2007年(平成19年)の会議第２次答申では以下が提言されている。
- 正規社員の解雇規制緩和[8]。正規労働者の解雇を厳しく規制することは、逆に非正規雇用を増やすとしている。[9]。
- 最低賃金の額引き上げを見送り。「不用意に最低賃金を引き上げることは、その賃金に見合う生産性を発揮できない労働者の失業をもたらす」と提言している[8]。
- 派遣期間の最長規制の撤廃。派遣労働者の直接雇用義務は、労働雇用期限前の雇い止めを誘発するので、逆に派遣労働者の地位を危うくするとしている[10]。
- 派遣禁止業務の撤廃
- ホワイトカラーエグゼンプション制度の導入。長時間労働対策として画一的な労働時間の上限規制を設けることは、逆に長時間働きたい労働者の利益を損なうとしている[11]。

日本社会の様々な規制の緩和を提言しているが、特に労働分野では「一部に残存する神話のように、労働者の権利を強めれば、その労働者の保護が図られるという考え方は誤っている」という、規制改革推進のための第2次答申の本文中の文言からも解るように、労働者保護の緩和を提案している。また「多様な働き方」を可能にする為にも、派遣労働や請負労働の一層の規制緩和を提言している。
女性の労働については「過度に女性労働者の権利を強化すると、かえって最初から雇用を手控える結果になるなどの副作用を生じる可能性もある」と提言している。

#### 教育分野
教育分野では、学校選択制の推進を求めており、学校選択制が地域コミュニティを破壊するという批判に対しては「学習者に支持される学校づくりを学校当局と地域が連携して行うことこそ学校選択制の趣旨にかなう」とする。また地域を学校周辺住民のみに限定して考えることは、他地域の私学に通学する人間を排除することになりかねないと反論している。その上で「学校と地域の連携」の為に「学校を選択する権利」を奪うことは許されないと主張している。
教育バウチャー制、児童生徒や保護者による学校や教員の評価制度の導入も求めている。
学校長による児童生徒の懲戒（停学など）には現状よりも厳しい制限を課すよう求めている。

#### 保育分野
保育士資格取得の要件緩和を提言。これに対して全国保育団体連絡会は反対声明を出している。

### 効果
- 2010年10月5日、内閣府は1990年代からの規制改革によって2008年度末までに15の分野の推計した経済効果を25兆1620億円と発表。効果が著しい分野は電力料金、携帯電話事業参入などで消費者に経済的効果をもたらした[15]。

## 規制改革・民間開放推進会議（2004年4月1日-2007年1月）

### 委員
| 役職     | 名前                       | 職業                                                                         |
| -------- | -------------------------- | ---------------------------------------------------------------------------- |
| 議長     | 草刈隆郎 宮内義彦(-2006年) | 日本郵船代表取締役会長 オリックス株式会社取締役兼代表執行役会長・グループCEO |
| 議長代理 | 鈴木良男                   | 株式会社旭リサーチセンター取締役会長                                         |
|          | 神田秀樹                   | 東京大学大学院法学政治学研究科教授                                           |
|          | 黒川和美                   | 法政大学経済学部教授                                                         |
|          | 志太勤                     | シダックス株式会社代表取締役会長                                             |
|          | 白石真澄                   | 関西大学政策創造学部教授                                                     |
|          | 中条潮                     | 慶應義塾大学商学部教授                                                       |
|          | 南場智子                   | 株式会社ディー・エヌ・エー代表取締役                                         |
|          | 八田達夫                   | 国際基督教大学教養学部教授                                                   |
|          | 原早苗                     | 埼玉大学経済学部、上智大学経済学部非常勤講師                                 |
|          | 本田桂子                   | マッキンゼー・アンド・カンパニー日本法人プリンシパル                         |
|          | 矢崎裕彦                   | 矢崎総業株式会社代表取締役会長                                               |
|          | 安居祥策                   | 帝人株式会社相談役                                                           |

## 総合規制改革会議（2001年4月1日-2004年3月31日）

### 委員
| 役職     | 名前         | 職業                                                                  |
| -------- | ------------ | --------------------------------------------------------------------- |
| 議長     | 宮内義彦     | オリックス株式会社取締役兼代表執行役会長・グループCEO                 |
| 議長代理 | 鈴木良男     | 株式会社旭リサーチセンター代表取締役社長                              |
|          | 奥谷禮子     | 株式会社ザ・アール代表取締役社長                                      |
|          | 神田秀樹     | 東京大学大学院法学政治学研究科教授                                    |
|          | 河野栄子     | 株式会社リクルート代表取締役会長兼CEO                                 |
|          | 佐々木かをり | 株式会社イー・ウーマン代表取締役社長                                  |
|          | 清家篤       | 慶應義塾大学商学部教授                                                |
|          | 高原慶一朗   | ユニ・チャーム株式会社代表取締役会長                                  |
|          | 八田達夫     | 東京大学空間情報科学研究センター教授                                  |
|          | 古河潤之助   | 古河電気工業株式会社代表取締役会長                                    |
|          | 村山利栄     | ゴールドマン・サックス証券会社マネージング・ディレクター 経営管理室長 |
|          | 森稔         | 森ビル株式会社代表取締役社長                                          |
|          | 八代尚宏     | 公益社団法人日本経済研究センター理事長                                |
|          | 安居祥策     | 帝人株式会社代表取締役会長                                            |
|          | 米澤明憲     | 東京大学大学院情報理工学系研究科教授                                  |

### 主な答申
- 2002年、製造業における労働者派遣事業の解禁を「次期通常国会に法案の提出等所要の措置を講ずるべきである」として小泉内閣に答申した[16]。

- 郵政民営化など経済財政諮問会議と重なる審議については、総合規制改革会議の意向を議長の宮内がとりまとめて経済財政諮問会議に伝えていくこととなったが[17][18]、この間、内閣府設置法に基づく規則で定められた総合規制改革会議の議事録が3年間にわたって作成されていないことが判明し[19]、会議でどのような議論がなされたかの詳細が不明となっている。

- 2003年12月に策定した「規制改革の推進に関する第3次答申」に示された具体的施策として、「規制改革・民間開放推進3か年計画」[20]が2004年3月に閣議決定された。

## 規制改革委員会（1999年4月6日-2001年3月31日）

### 委員
| 役職       | 名前                   | 職業                                                           |
| ---------- | ---------------------- | -------------------------------------------------------------- |
| 委員長     | 宮内義彦               | オリックス株式会社取締役兼代表執行役会長・グループCEO          |
| 委員長代理 | 鈴木良男               | 株式会社旭リサーチセンター代表取締役社長                       |
|            | 石倉洋子               | 一橋大学大学院国際企業戦略研究科教授                           |
|            | 大田弘子               | 政策研究大学院大学助教授                                       |
|            | 河北博文               | 医療法人財団河北総合病院理事長                                 |
|            | 神田秀樹               | 東京大学大学院法学政治学研究科教授                             |
|            | 後藤晃                 | 一橋大学イノベーション研究センター教授                         |
|            | 鈴木祥弘               | 日本電気株式会社特別顧問                                       |
|            | 田中一昭               | 拓殖大学政経学部教授                                           |
|            | 西村清彦               | 東京大学大学院経済学研究科教授                                 |
|            | 野口敞也               | 財団法人連合総合生活開発研究所専務理事兼事務局長               |
|            | 牧野昭次郎             | マクダーミッド・グラフィックアーツ・インク在日代表             |
|            | アンソニー・ミリントン | 欧州自動車工業会東京事務所理事長                               |
|            | 八代尚宏               | 上智大学国際関係研究所教授／社団法人日本経済研究センター理事長 |

## 規制緩和委員会（1998年1月26日-1999年4月6日）

### 委員
| 役職       | 名前       | 職業                                                  |
| ---------- | ---------- | ----------------------------------------------------- |
| 委員長     | 宮内義彦   | オリックス株式会社取締役兼代表執行役会長・グループCEO |
| 委員長代理 | 鈴木良男   | 株式会社旭リサーチセンター代表取締役社長              |
|            | 岩田規久男 | 上智大学経済学部教授                                  |
|            | 野口敞也   | 日本労働組合総連合会副事務局長                        |
|            | 牧野昭次郎 | ポリファイブロン・テクノロジーズ・インク副会長        |
|            | 三輪芳朗   | 東京大学経済学部教授                                  |
|            | 吉永みち子 | 作家                                                  |
| 参与       | 田中一昭   | 前行政改革委員会事務局長                              |